# Fosca (ort)
Fosca är en ort i Colombia.   Den ligger i departementet Cundinamarca, i den centrala delen av landet, 30 km sydost om huvudstaden Bogotá. Fosca ligger 2 112 meter över havet och antalet invånare är 1 451.
Terrängen runt Fosca är bergig. Runt Fosca är det ganska glesbefolkat, med 36 invånare per kvadratkilometer. Närmaste större samhälle är Cáqueza, 7,4 km norr om Fosca. I omgivningarna runt Fosca växer i huvudsak städsegrön lövskog.